# Андреев, Иван Яковлевич
Ива́н Я́ковлевич Андре́ев (1907, село Зуево, Московская губерния, Российская империя — 1985, Ленинград, СССР) — советский футболист. Воспитанник орехово-зуевского футбола. Наиболее известен по выступлениям за московскую команду «Локомотив» в 1930-е годы.

## Биография
Иван Андреев — воспитанник «КСО Орехово», одной из сильнейших команд в Российской империи. Во взрослом футболе начал выступать за родную команду в 1923 году — к тому моменту она уже называлась «Красное Орехово» (в настоящий момент — «Знамя Труда»).
В 1927—1930 гг. выступал за подольскую команду «Совторгслужащие». С 1931 года — в Клубе Октябрьской Революции (КОР). В 1936 году КОР объединился с «Казанкой» и образовал ФК «Локомотив» (Москва). Иван Андреев принял участие во всех довоенных первенствах Советского Союза. Вместе с «Локомотивом» Андреев стал победителем первого розыгрыша Кубка СССР 1936 года. В 1937—1938 гг. Иван Андреев был капитаном «железнодорожников». В 1937 году участвовал в матче против сборной Басконии (также был капитаном «Локомотива»).
В годы Великой Отечественной войны периодически выступал за клубную команду столичного «Локомотива», причём Андреев сыграл важную роль в том, что команда продолжала существовать и даже выступать в чемпионатах Москвы, самостоятельно подбирая состав из числа тех, кто мог играть.
Всего провёл за «Локомотив» 92 матча — в чемпионатах СССР сыграл за «железнодорожников» в 81 матче, а также принял участие в 11 играх в розыгрышах Кубка СССР.
В 1945 году официально завершил карьеру футболиста и начал работать тренером, возглавив сборную Киргизской ССР. С 1946 по 1950 год работал в «Локомотиве», тренируя клубные команды.
Умер в Ленинграде в 1985 году.

## Титулы и достижения
- Обладатель Кубка СССР (1): 1936
- Кавалер ордена «Знак Почёта»: 22.07.1937